# Ptychopseustis pallidochrealis
Ptychopseustis pallidochrealis is een vlinder van de familie van de grasmotten (Crambidae), uit de onderfamilie van de Glaphyriinae. De wetenschappelijke naam van deze soort is voor het eerst voorgesteld door Hiroshi Yamanaka in een publicatie uit 2004.
De soort komt voor in Japan (Okinawa).